# Danske guvernører på Guldkysten
Liste over danske guvernører på Guldkysten

## Guvernører indtil 1750
- Heinrich Carloff, Opperhoved[1] (1658)
- Samuel Schmidt, Opperhoved (1658)
- Jost Cramer, Opperhoved (1659-1662)
- Henning Albrecht, Opperhoved (1662-1668)
- Bartholomaus von Gronstein, Guvernør (1668-1674)
- Conrad Crull, Guvernør (1674-1677)
- Peter With, Opperhoved (1677-1681)
- Peter Boldt, Kommandør (1679)
- Magnus Prang, Guvernør (1681)
- Erik Tylleman, Opperhoved (til 1698)
- Erik Oehlsen, Opperhoved (10. juni 1698 - 23. december 1698)
- John Trawne, Opperhoved (23. december 1698 - 31. august 1703)
- Hartvig Meyer, Opperhoved (11. september 1703 - 23. april 1704)
- Peter Sverdrup, Opperhoved (23. april 1704 - 5. maj 1705)
- Peter Petersen, Fungerende opperhoved (5. maj 1705 - 25. maj 1705)
- Erik Olsen Lygaard, Opperhoved (25. maj 1705 - 17. august 1711)
- Bfantz Boye, Opperhoved (17. august 1711 - 26. november 1717)
- Knud Røst, Opperhoved (26. november 1717 - 6. august 1720)
- Peter Østrup, Opperhoved (6. august 1720 - 24. januar 1722)
- Niels Jensen Østrup, Opperhoved (25. januar 1722 - 22. januar 1723)
- Christian Andreas Syndermann, Opperhoved (22. januar 1723 - 27. april 1724)
- Hendrik von Suhm, Opperhoved (27. april 1724 - 1. marts 1727)
- Fred Pahl, Opperhoved (4. marts 1727 - 18. september 1727)
- Andreas Willumsen, Opperhoved (18. september 1727 - 24. december 1728)
- Anders Pedersen Waerøe, Opperhoved (24. december 1728 - 12. august 1735)
- Severin Schilderup, Opperhoved (12. august 1735 - 14. juni 1736)
- Enevold Nielson Boris, Opperhoved (14. juni 1736 - 20. juni 1740)
- Peter Nikolaj Jørgensen, Opperhoved (20. juni 1740 - 26. maj 1743)
- Christian Glob Dorph, Opperhoved (26. maj 1743 - 3. februar 1744)
- Jørgen Billsen, Opperhoved (3. februar 1744 - 11. marts 1745)
- Thomas Brock, Opperhoved (11. marts 1745 - 23. marts 1745)
- Johan Wilder, Opperhoved (23. marts 1745 - 23. april 1745)
- August Frederik Hackenburg, Opperhoved (23. april 1745 - 21. juni 1746)
- Joost Platfusz, Opperhoved (21. juni 1746 - 1750)

## Guvernører 1750 - 1850
- Joost Platfusz, Opperhoved (1750 - 6. marts 1751)
- Magnus Christopher Lützow, Opperhoved (6. marts 1751 - 8. marts 1751)
- Magnus Hacksen, Opperhoved (8. marts 1751 - 21. juli 1752)
- Carl Engman, Opperhoved (21. juli 1752 - 11. marts 1757)
- Christian Jessen, Opperhoved (11. marts 1757 - 14. februar 1762)
- Carl Gottleb Resch, Opperhoved (14. februar 1762 - 20. oktober 1766)
- Christian Tychsen, Guvernør (20. oktober 1766 - 11. januar 1768)
- Frantz Joachim Kuhberg, Guvernør (11. januar 1768 - 2. juli 1769)
- Joachim Christian Otto, Fungerende guvernør (2. juli 1769 - 11. juni 1770)
- Johan Daniel Frøhlich, Fungerende guvernør (11. juni 1770 - 15. juni 1772)
- Niels Urban Aarestrup, Fungerende guvernør (15. juni 1772 - 24. juni 1777)
- Johan Conrad von Hemsen, Guvernør (24. juni 1777 - 2. december 1780)
- Jens Adolph Kjøge, Guvernør (2. december 1780 - 21. april 1788)
- Johan Friedrich Kipnasse, Guvernør (21. april 1788 - 23. oktober 1789)
- Andreas Rieselsen Bjørn, Guvernør (23. oktober 1789 - juli 1792)
- Andreas Hammer, Fungerende guvernør (july 1792 - 25. januar 1793)
- Andreas Hammer, Guvernør (25. januar 1793 - 30. juni 1793)
- Bendt Olrich, Guvernør (30. june 1793 - 3. august 1793)
- Baron Christian Friedrich von Hager, Guvernør (3. august 1793 - 17. august 1795)
- Johan Peter David Wrisberg, Guvernør (oktober 1795 - 31. december 1799)
- Johan David Ahnholm, Fungerende guvernør (31. december 1799 - 3. december 1802)
- Johan Peter David Wrisberg, Guvernør (3. december 1802 - 15. april 1807)
- Christian Schiønning, Guvernør (15. april 1807 - 1. marts 1817)
- Johan Emanuel Rechter, Guvernør (3. marts 1817 - 5. oktober 1817)
- Jens Nikolas Cornelius Reiersen, Fungerende guvernør (5. oktober 1817 - 6. maj 1819)
- Christian Svanekjær, Fungerende guvernør (6. maj 1819 - 1. januar 1821)
- Peter Svane Steffens, Guvernør (1. januar 1821 - 5. september 1821)
- Matthias Thønning, Fungerende guvernør (5. september 1821 - 23. december 1823)
- Johan Christopher von Richelieu, Guvernør (23. december 1823 - 7. maj 1825)
- Niels Brøch, Fungerende guvernør (7. maj 1825 - 30. september 1827)
- Jens Peter Flindt, Guvernør (30. september 1827 - 1. august 1828)
- Heinrich Gerhard Lind, Fungerende guvernør (1. august 1828 - 20. januar 1831)
- Ludwig Vincent von Hein, Guvernør (29. januar 1831 - 21. oktober 1831)
- Helmut von Arenstorff, Guvernør (21. oktober 1831 - 4. december 1831)
- Niels Brøch, Guvernør (4. december 1831 - 1. marts 1833)
- Heinrich Gerhard Lind, Fungerende guvernør (1. marts 1833 - 21. juli 1833)
- Edvard von Gandil, Fungerende guvernør (21. juli 1833 - 26. december 1834)
- Frederik Segfried Mørch, Fungerende guvernør (26. december 1834 - 19. august 1837)
- Frederik Segfried Mørch, Guvernør (19. august 1837 - 18. marts 1839)
- Hans Angel Giede, Fungerende guvernør (19. marts 1839 - 18. august 1839)
- Lucas Dall, Fungerende guvernør (18. august 1839 - 24. maj 1842)
- Bernhard Johan Christian Wilkens, Fungerende guvernør (24. maj 1842 - 26. august 1842)
- Edvard James Arnold Carstensen, Fungerende guvernør (26. august 1842 - 15. marts 1844)
- Edvard Ericksen, Fungerende guvernør (18. marts 1844 - 5. juli 1844)
- George Lutterodt, Fungerende guvernør (5. juli 1844 - 9. oktober 1844)
- Edvard James Arnold Carstensen, Guvernør (9. august 1844 - 10. april 1847)
- Rasmus Eric Schmidt, Fungerende guvernør (10. april 1847 - 20. februar 1850)